# Stazione di Butera
La stazione di Butera era una stazione ferroviaria posta sulla linea Caltanissetta Xirbi-Gela-Siracusa. Serviva il centro abitato di Butera. Successivamente alla cessazione del servizio passeggeri è stata in esercizio come posto di movimento mentre attualmente risulta dismessa e privata del binario di incrocio.

## Storia
La stazione di Butera entrò in servizio il 29 marzo 1891, all'attivazione del tronco ferroviario da Licata a Terranova di Sicilia.
Il 15 dicembre 2002 venne trasformata in posto di movimento, ma successivamente venne rimosso il necessario binario d'incrocio con annessi deviatoi.
Rimane attiva come posto di blocco.